# Canthon simulans
Canthon simulans là một loài bọ cánh cứng trong họ Bọ hung (Scarabaeidae).